# 세라 클라크
세라 클라크(Sarah Clarke, 1972년 2월 16일 ~ )는 미국의 배우이다.

## 출연 작품
- 24 (드라마) (한국어 성우:정남)
- 섹스 앤 더 시티 (Sex and the City)
- 에드 (Ed)